# Lot Lot
Lot Lot (ロットロット) est un jeu vidéo de puzzle sorti en 1985 sur borne d'arcade puis sur Famicom, MSX et PC-88. Le jeu a été développé par Tokuma Shoten et édité par Irem.